# The Stink of Flesh – Überleben unter Zombies
The Stink of Flesh – Überleben unter Zombies (The Stink of Flesh) ist ein eigens für die Videoauswertung produzierter US-amerikanischer dem Exploitation-Genre nahestehender Low-Budget-Horrorfilm aus dem Jahr 2005. Regie und Drehbuch stammten von Scott Phillips.
In den Vereinigten Staaten erschien der Zombiefilm erstmals am 31. Mai 2005 auf DVD, in Deutschland am 24. Juli 2007.

## Handlung
In ferner Zukunft wurde ein Großteil der Erdbevölkerung von einem rätselhaften Virus zugrunde gerichtet, der die Infizierten in blut- und menschenfleischgierige Zombies verwandelte und folglich zur Entvölkerung ganzer Landstriche führte. Die wenigen verängstigten Überlebenden fristen seitdem ein eher trostloses Dasein, verbarrikadieren sich in Häusern, suchen Überreste der Zivilisation oder jagen jene untoten Kreaturen.
Vor diesem Hintergrund bekämpft der körperlich gut konstituierte, mexikanische Endzeitjäger Matool äußerst wirkungsvoll die wandelnden Leichen und metzelt dabei Unmengen der mordlustigen Wesen nieder. Eines Tages landet der mit Hammer und Nägeln seinem blutigen Handwerk nachgehende Draufgänger unfreiwillig beim freizügigen Pärchen Dexy und Nathan, die ihr bizarres Sexualleben mit zuvor verschleppten Männern bereichern. Der Jäger sowie ein kleiner Junge werden vom Hausherrn als Sexsklaven für dessen Frau gehalten. Anfangs ist Matool diese Lage nicht unangenehm, doch als er die Bekanntschaft mit Sassy macht, der skurrilen Schwester der Hausherrin, die ihm ihren missgebildeten Bauch präsentiert, versucht er zu fliehen. Ein erster Fluchtversuch scheitert jedoch kläglich. Später erfährt der Mexikaner noch von der Existenz einer bereits zum Zombie mutierten weiblichen Sklavin, die sich Nathan hält.
Da Matool Verpflegung und eine sichere Zuflucht geboten werden, beschließt der Jäger sich mit dem sonderbaren Paar zu arrangieren und vorerst zu verweilen. Am nächsten Tag tauchen drei Soldaten einer versprengten Militäreinheit auf, die zuvor von schnelleren und gefährlicheren „Hyperzombies“ aufgerieben wurde. Einer der Soldaten ist unglücklicherweise schwer verletzt, eine Verwandlung steht unmittelbar bevor, dennoch wird der zum Sterben Verurteilte ins Haus aufgenommen. Daraufhin kommt es unter den Bewohnern zu heftigen Kontroversen. Matool möchte den verwundeten Soldaten sofort eliminieren, während die übrigen Militärs das vehement ablehnen. Noch bevor es zu einer Entscheidung kommt, eskaliert die Situation. Die Anzahl der Lebenden reduziert sich rapide.
Matool und Mandel fliehen am Ende des Films nach einem Duell vom inzwischen belagerten und somit aufgegebenen Anwesen, während im Haus die zurückgelassene Dexy mit ihrem jugendlichen äußerst zwielichtigen Schützling ihrem Schicksal überlassen wird. Für die Eingeschlossenen gibt es kein Entrinnen.

## Kritiken
„Der höchst krude Horrorfilm würzt pausenlose Blutbäder mit geschmacklosem Humor.“